# Dalmatische Eilanden
De Dalmatische Eilanden (kroatisch: Dalmatinski otoci) zijn een Kroatische eilandengroep langs de Dalmatische kust in de Adriatische Zee.
De eilanden zijn onder te verdelen in een noordelijke, een centrale en een zuidelijke groep.

## Noord-Dalmatische Eilanden
Tot de Noord-Dalmatische Eilanden behoren de Kvarner-eilanden, het eiland Pag en een groep kleinere eilanden die bekendstaat als de Zadar-archipel (Zadarski otoci). Van deze groep is Dugi Otok (= Lang Eiland) het grootste. Zuidoostelijk hiervan ligt een groep van 140 eilandjes die samen het nationale park van de Kornaten (Kornati) vormen.

## Midden-Dalmatische Eilanden
De Midden-Dalmatische Eilanden omvatten onder meer de grotere en drukbezochte eilanden Brač, Hvar en Korčula. Brač (396 km²) is het grootste van de Dalmatische Eilanden en is na de Kvarner-eilanden Krk en Cres het grootste eiland in de Adriatische Zee. De berg Vidova Gora is bovendien met 778 m de hoogste verheffing in deze zee. Het lavendeleiland Hvar staat bekend als het Adriatische eiland met de meeste zonuren. Tot de Midden-Dalmatische eilanden behoort ook het verder in zee gelegen Vis, dat lange tijd militair terrein was.

## Zuid-Dalmatische Eilanden
De Zuid-Dalmatische Eilanden liggen zuidelijk van het schiereiland Pelješac. Het belangrijkste eiland van deze groep is Mljet, dat gedeeltelijk een nationaal park is.